# Selma Ek
Selma Ek (Stockholm, 3 september 1856 – aldaar, 3 mei 1941) was een Zweeds zangeres. Ze was zowel opera- als concertzangeres.
Haar moeder was de ongehuwde Brigitta Ek. Ze werd opgenomen in het pleeggezin van gouverneur Carl Erik Lagerstråle (1802-1872). Selma Ek bleef zelf ongehuwd.
Ze kreeg haar muzikale opleiding van 1873 tot 1878 door Ellen Bergman en Julius Günther aan de Kungliga Musikhögskolan in Stockholm. Ze nam aanvullende lessen bij Pauline Viardot-García in Parijs.  Ze maakte haar debuut op 27 februari 1878 als Agatha in de opera Der Freischütz van Carl Maria von Weber. Daarna volgde een contract bij het Kungliga Dramatiska Teatern (1878-1887) en Kungliga Operan (1888-1890), waarbij ze tussendoor een aansluitend ook gastoptredens verzorgde. Ze speelde daarbij talloze komische en tragische rollen. Ze viel niet alleen op door haar stem, maar ook haar acteertalent. Ze zong de première van I skogen van Wilhelm Stenhammar in 1892 met de componist achter de piano. Haar laatste bekende rol was Desdemona in Otello van Giuseppe Verdi op 26 januari 1896. Ze was toen veertig jaar. 
Uiteraard vonden veel optredens plaats in Stockholm, maar ze was ook te zien in Göteborg, Kopenhagen en in Berlijn, onder meer in Krolloper.
Na haar dood liet ze 100.000 Zweedse kroon achter voor het Selma Eks fond (een fonds voor zangeressen).